# TV Guide
TV Guide é uma revista norte-americana quinzenal, especializada na programação de televisão, uma nos Estados Unidos e outra no Canadá. Apesar do fato dessas revistas possuírem o mesmo nome e logotipos similares, elas fazem parte de diferentes companhias e publicam um distinto conteúdo editorial.
Em adição à programação das redes de televisão, as publicações incluem notícias sobre astros e programas da TV, entrevista com celebridades, algumas colunas de fofoca e críticas de filmes. Algumas edições já tiveram horóscopo e palavras-cruzadas.

## Estados Unidos
A edição norte-americana da revista foi publicada pela primeira vez em 3 de abril de 1953. A capa foi uma foto de Lucille Ball com o marido Desi Arnaz e o filho recém-nascido deles.
Na década de 1990, a TV Guide comprou o Canal de TV Prevue e renomeou-o para TV Guide Channel, dedicado totalmente aos programas de televisão.
O dono da TV Guide é a Gemstar-TV International, Inc., cujo dono parcial é a News Corp..

## Canadá
Por muitos anos, a edição canadense da TV Guide era praticamente a mesma da estadunidense, diferindo apenas quanto ao preço e à editora.
Em janeiro de 1977, no entanto, a revista se tornou afinal totalmente canadense, publicando matérias diferentes daquelas publicadas na versão feita nos Estados Unidos.
A revista, que usa um logo similar ao da versão americana tem como seu dono a Transcontinental Media.